# Ceroplesis molator
Ceroplesis molator es una especie de escarabajo longicornio del género Ceroplesis, subfamilia Lamiinae. Fue descrita científicamente por Fabricius en 1787.
Se distribuye por Togo, Sierra Leona, Senegal, Costa de Marfil, Camerún y Ghana. Mide 20-28 milímetros de longitud. El período de vuelo de esta especie ocurre en los meses de marzo, abril, julio, agosto, octubre y diciembre.
Parte de la dieta de Ceroplesis molator se compone de plantas de la familia Rubiaceae.